# مردم خوسا
مردم خوسا (انگلیسی: Xhosa people) (/ˈkɔ:sə/ KAW-sə، /ˈkoʊsə/ KOH-sə; تلفظ خوسا: [kǁʰɔ́ːsa] ⓘ) یک گروه قومی و قبیله‌ای از قوم بانتو هستند که طی قرن‌ها به جنوب آفریقا مهاجرت کرده و در نهایت در آفریقای جنوبی ساکن شده‌اند. آنها دومین گروه قومی بزرگ در آفریقای جنوبی هستند و زبان مادری آنها زبان خوسایی است.
مردم خوسا از نوادگان قبایل نگونی هستند که در بخش جنوب شرقی آفریقای جنوبی ساکن شدند و ساکنان اصلی، یعنی خویسان‌ها، را بیرون راندند. شواهد باستان‌شناسی نشان می‌دهد که مردم خوسا از قرن هفتم در این منطقه ساکن بوده‌اند. و پس از آن کیپ غربی (تقریباً ۱ میلیون نفر)، گائوتنگ (۹۷۱٬۰۴۵ نفر)، ایالت آزاد (۵۴۶٬۱۹۲ نفر)، کوازولو-ناتال (۲۱۹۸۲۶ نفر)، شمال غربی (۲۱۴۴۶۱ نفر)، امپومالانگا (۴۶۵۵۳ نفر)، کیپ شمالی (۵۱٬۲۲۸ نفر) و لیمپوپو (۱۴٬۲۲۵ نفر) قرار داشتند.
یک جامعه کوچک اما قابل توجه خوسایی زبان (مفنگو) در زیمبابوه وجود دارد و زبان آنها، خوسا، به عنوان یک زبان ملی رسمی شناخته می‌شود.